# Terremoto de Kebin de 1911

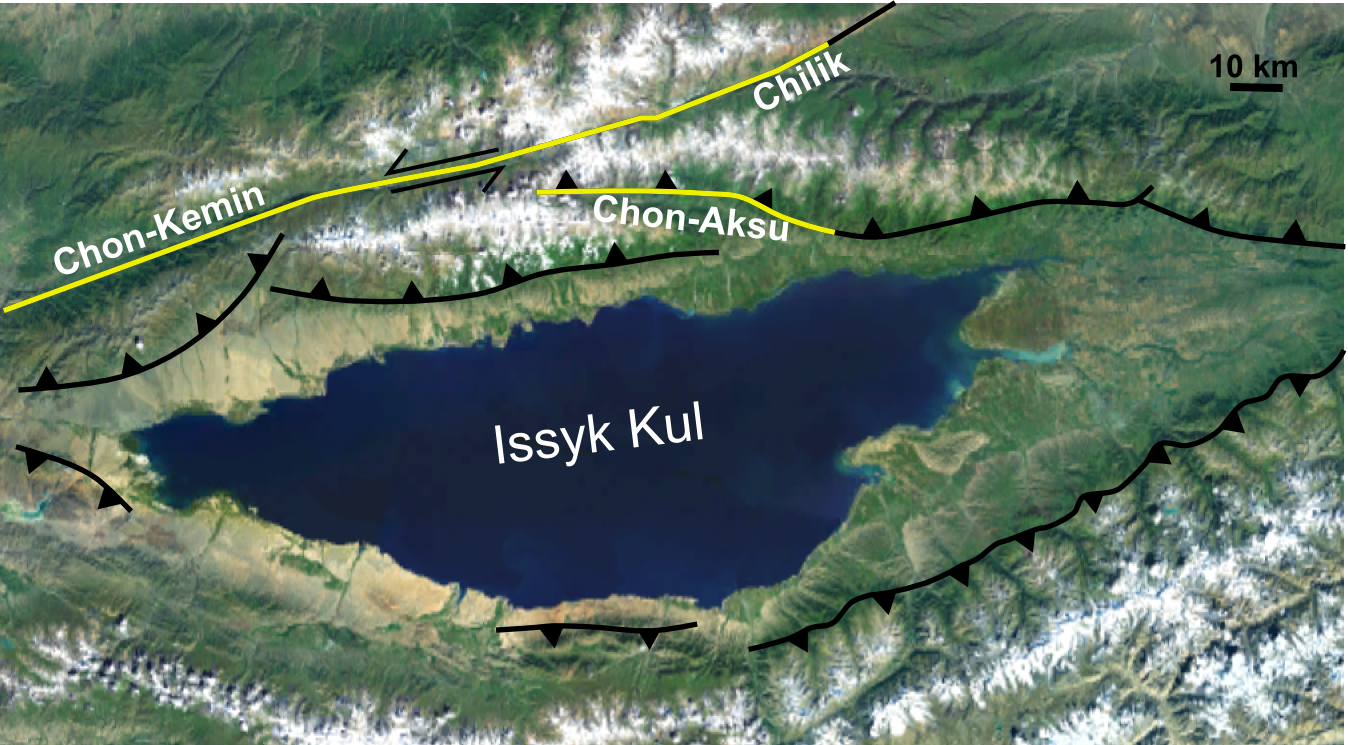
Principales estructuras geológicas alrededor del lago Issyk Kul con zonas de ruptura del terreno del terremoto de 1911 que se muestran en amarillo

El terremoto de Kebin de 1911, o terremoto de Chon-Kemin, sacudió el Turkestán ruso el 3 de enero. El sismo, que alcanzó una magnitud de 8,0, mató a 452 personas, destruyó más de 770 edificios (casi toda la ciudad) en Almaty, Kazajstán, y causó 125 millas (201 km) de fallas superficiales en los valles de Chon-Kemin, Chilik y Chon-Aksu. 

## Entorno tectónico
Las montañas de Tien Shan forman parte de la amplia zona de deformación asociada con la continua colisión entre la placa india y la placa euroasiática. En la región alrededor de Issyk Kul, el régimen tectónico es una combinación de empuje y deslizamiento sinistral. El lago se forma en una cuenca en rampa limitada tanto al norte como al sur por fallas inversas que convergen en direcciones opuestas, mientras que la principal falla de rumbo Chon-Kemin – Chilik corre a lo largo de los valles lineales hacia el norte. 

## Características
En los valles de Chong-Kemin y Chilik, y en la costa de Issyk Kul, el trabajo de campo identificó una zona compleja de ruptura superficial inmediatamente después del terremoto. Se observaron dos zonas principales de ruptura: una zona compleja a lo largo de los valles de Chon-Kemin y Chilik, la otra a lo largo del valle de Chon-Aksu. 

### Zona de ruptura de Chon-Kemin Chilik
Esta compleja zona de rupturas tiene cuatro segmentos principales: una de 20 km de largo en Dzhil'-Aryk, otra de 62 km de largo del Bajo Chon-Kemin, lado sur, unos 40 km de largo del Bajo Chon-Kemin, lado norte y 66 km de la zona Superior Chon-Kemin-Chilik. El segmento Dzhil'-Aryk muestra evidencia de falla inversa en un plano de falla orientado hacia el sur, sin evidencia clara de movimiento lateral. El sentido de desplazamiento a lo largo del resto de la zona de ruptura casi vertical de Chon-Kemin y Chilik fue predominantemente de rumbo sinistral (lateral izquierdo) con pequeñas cantidades de fallas inversas, con entre uno y tres metros de desplazamiento vertical. Los desplazamientos laterales izquierdos de hasta 40 m reconocidos a partir del desfase de los cauces de los ríos representan desplazamientos acumulativos y no se han obtenido estimaciones separadas para el evento de 1911. 

### Zona de ruptura de Chon-Aksu Aksu
Esta zona tiene dos partes: la de 40 km del segmento Chon-Aksu y la de 34 km del segmento Aksu. A lo largo del valle de Chon-Aksu, el movimiento fue predominantemente de tipo inverso a lo largo de una falla inversa con inclinación de 60° hacia el norte, con un desplazamiento vertical de hasta 10,5 m y un desplazamiento horizontal de 1 m como máximo, debido a la falta de desplazamiento observado de las vaguadas del río. El patrón de afloramiento de la ruptura del segmento Aksu indica un empuje de ángulo bajo, posiblemente empinándose con la profundidad, con un desplazamiento vertical máximo de 3 – 5 m, que disminuye constantemente hacia el este.  En total unos 200 km de superficies de falla se rompieron, aunque no había fallas visibles que unieran las dos zonas de ruptura principales. 

### Deslizamientos de tierra
El terremoto provocó numerosos deslizamientos de tierra y avalanchas de rocas que están asociados con las zonas mapeadas de ruptura superficial.  Los dos deslizamientos de tierra más grandes fueron la avalancha de rocas de Kaindy y el deslizamiento de rocas de Ananevo. El deslizamiento de tierra de Kaindy, con un volumen de 15 x 10 6 m 3, se formó por una masa de piedra caliza que sepultó un grupo de yurtas y mató a 38 personas. El desprendimiento de rocas de Ananevo también tuvo un volumen de aproximadamente 15 x 10 6 m 3, y estaba formado por material granítico meteorizado, con un escarpe posterior de 250 m de altura que todavía es visible. 

## Impacto
La mayoría de los habitantes de la región vivían en yurtas, que son relativamente resistentes a los terremotos y es poco probable que causen muertes incluso si se derrumban. Los mayores daños y la mayoría de las víctimas, incluso en las yurtas, se produjeron a causa de los deslizamientos de tierra provocados por el terremoto, en los que murieron 452 personas y otras 740 resultaron heridas.  Casi 1.100 casas y 4.545 yurtas fueron destruidas por el terremoto y los deslizamientos de tierra resultantes. 